# Amphithalea williamsonii
Amphithalea williamsonii är en ärtväxtart som beskrevs av William Henry Harvey. Amphithalea williamsonii ingår i släktet Amphithalea och familjen ärtväxter. Inga underarter finns listade i Catalogue of Life.